# هوگو هافنکامپ
هوگو هافنکامپ (هلندی: Hugo Hovenkamp؛ زادهٔ ۵ اکتبر ۱۹۵۰) بازیکن فوتبال اهل هلند بود.
از باشگاه‌هایی که در آن بازی کرده‌است می‌توان به باشگاه فوتبال خرونینگن و باشگاه فوتبال آزد آلکمار اشاره کرد.
وی همچنین در تیم ملی فوتبال هلند بازی کرده‌است.